# Rastrococcus matileae
Rastrococcus matileae är en insektsart som beskrevs av Williams och Watson 1988. Rastrococcus matileae ingår i släktet Rastrococcus och familjen ullsköldlöss.
Artens utbredningsområde är Nya Kaledonien. Inga underarter finns listade i Catalogue of Life.